# 隅田八幡神社
隅田八幡神社（すだはちまんじんじゃ）は、和歌山県橋本市隅田町にある神社。旧社格は県社。花菖蒲園が有名で、6月中旬前後には観光客で賑わう。

## 祭神
- 主祭神 - 誉田別尊、足仲彦尊、息長足姫尊
- 配祀神 - 丹生都比売命、瀬織津比女命

## 歴史
当地は神功皇后が三韓征伐後に筑前国から紀伊国の衣奈浦（現・日高郡由良町）を経て大和国に帰る際に滞留した旧跡で、貞観年間（859年 - 877年）に八幡社が建立されたという。
寛和2年（986年）に摂政藤原兼家が山城国男山にある石清水八幡宮の境内に建てた三味堂の料所として紀伊国伊都郡隅田村を寄進し、ここに石清水八幡宮社領紀伊国隅田荘が成立した。
もしくは、隅田荘の成立に伴って荘園の鎮守として石清水八幡宮の祭神を勧請して当社は作られたともする。後に当社は石清水八幡宮の隅田別宮とされた。
天永元年（1110年）に、隅田庄内の豪族で隅田氏の祖である藤原忠延が隅田八幡宮の俗別当職と公文職の両職に任じられると、以後は隅田氏が代々世襲している。また、平安時代には別当寺として大高能寺が当社の境内に建立されている。
永禄3年（1560年）2月に松永久秀が紀伊国に攻め寄せた際に社殿が焼失したが、慶長年間（1596年 - 1615年）に再建された。文政2年（1819年）にまたも焼失するが、文政5年（1822年）に再建されている。
明治時代になると神仏分離が行われて別当寺の大高能寺と分離するが、大高能寺は現在も当社の境内の西隣にある。
1916年（大正5年）11月に県社に列せられた。
当社に伝わる人物画象鏡は、日本最古の金石文の一つとして国宝に指定されている。
当社の西には隅田八幡宮古墳（橋本市指定史跡）がある。

## 境内
- 本殿 - 流造。
- 拝殿
- 東神楽殿
- 西神楽殿
- 客殿
- 社務所
- 御輿庫
- 宝物倉

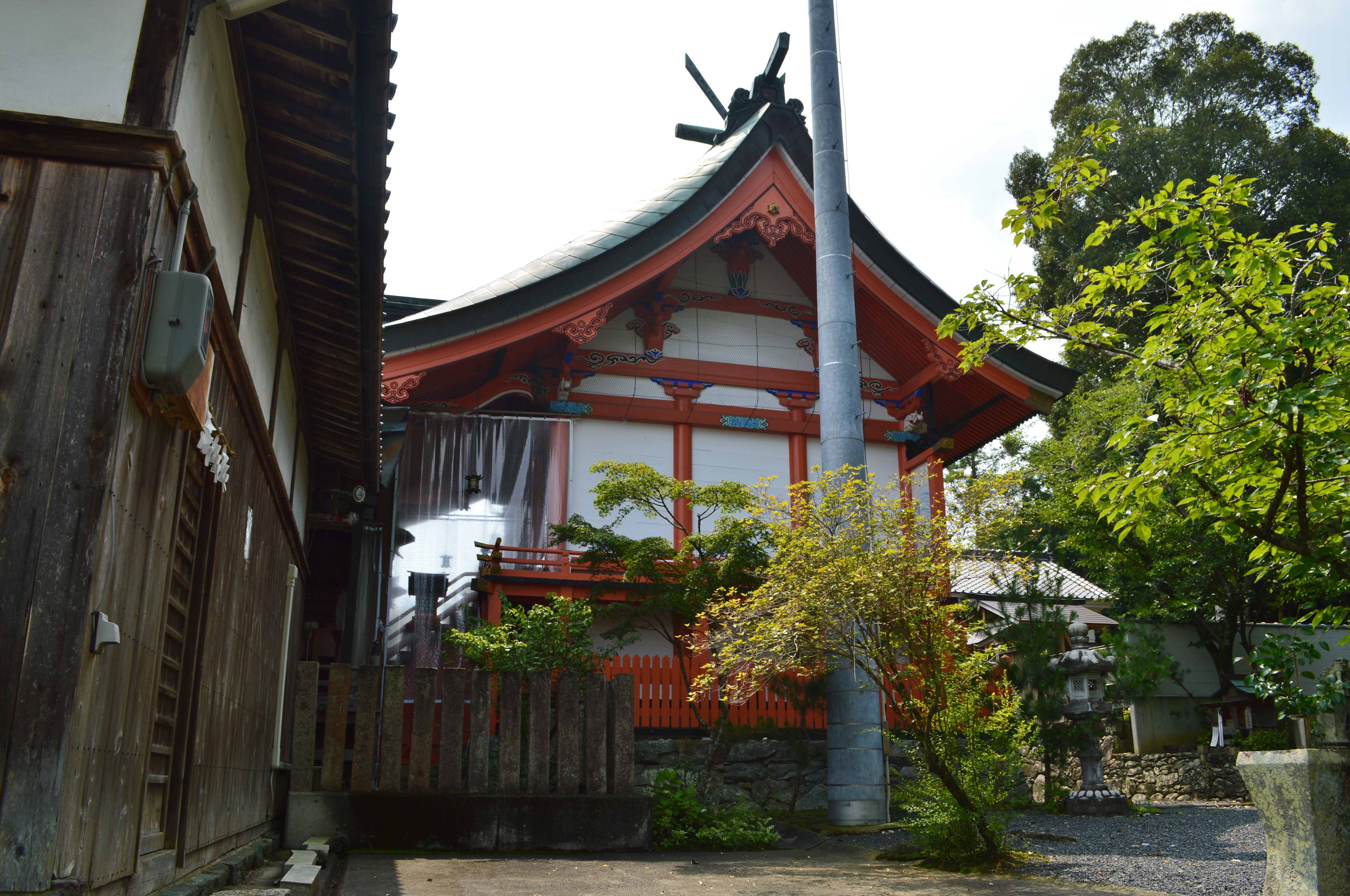
本殿
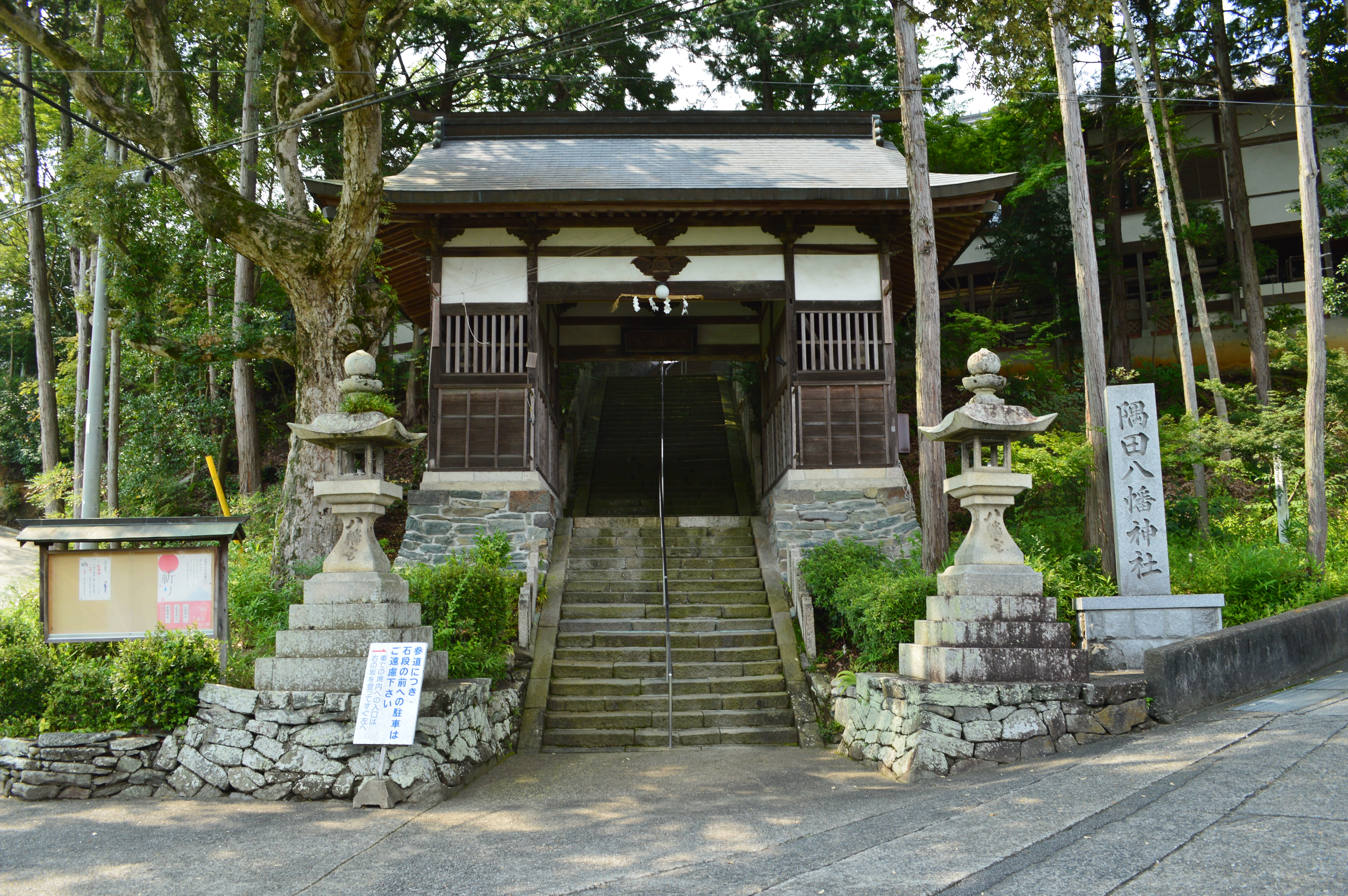
隨身門
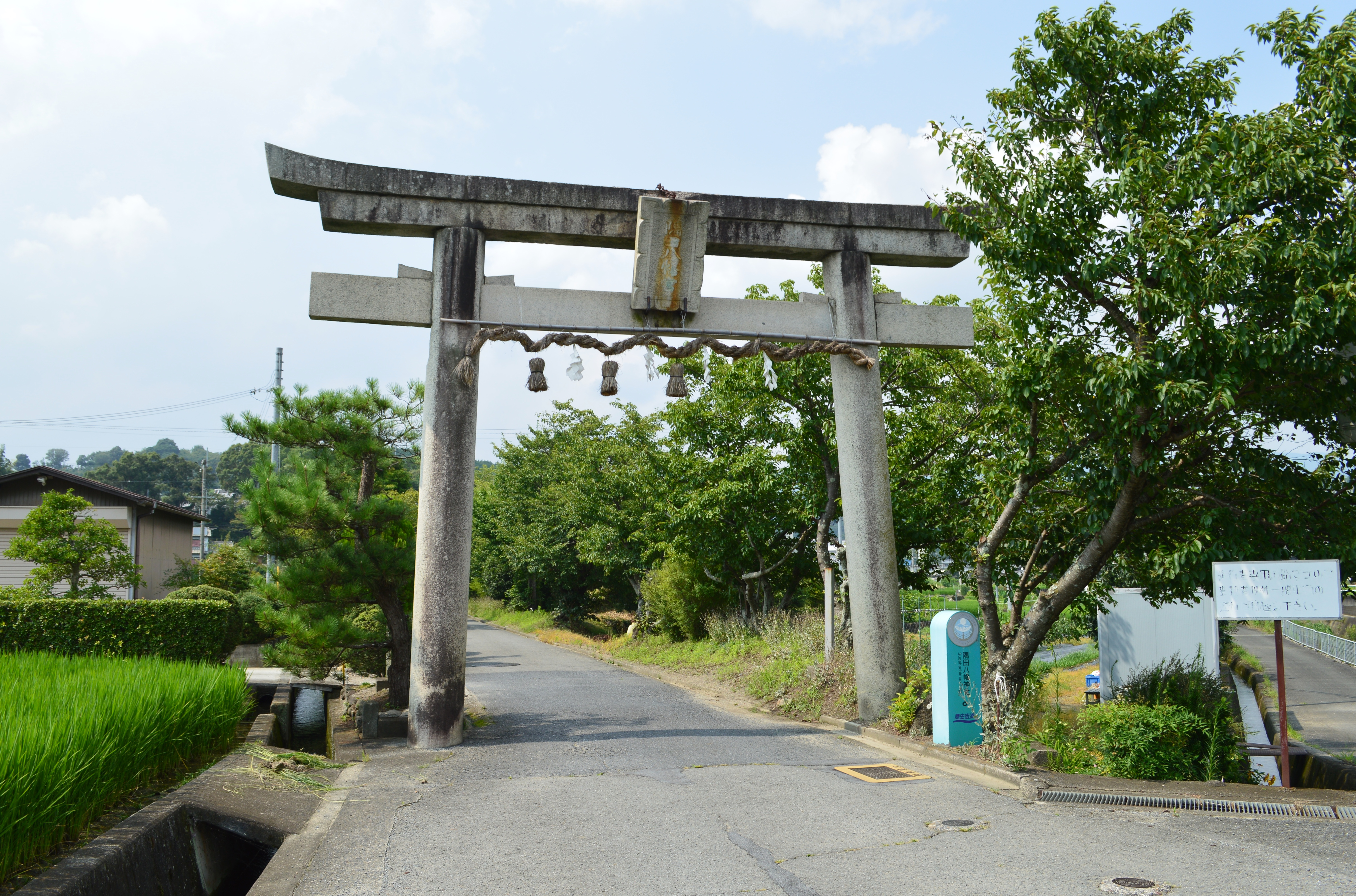
鳥居

### 摂末社
- 厳島神社
- 山王神社
- 今宮神社
- 竃神社
- 八島神社
- 天満神社
- 大将軍神社
- 若宮神社
- 高良神社
- 松尾神社
- 諏訪神社
- 春日神社
- 若一王子神社
- 八王子神社
- 八坂神社
- 武内神社
- 猿田彦神社
- 天照皇大神宮
- 一言主神社
- 岩倉神社
- 稲荷神社
- 琴平神社

- 本殿
- 隨身門
- 鳥居

## 人物画像鏡

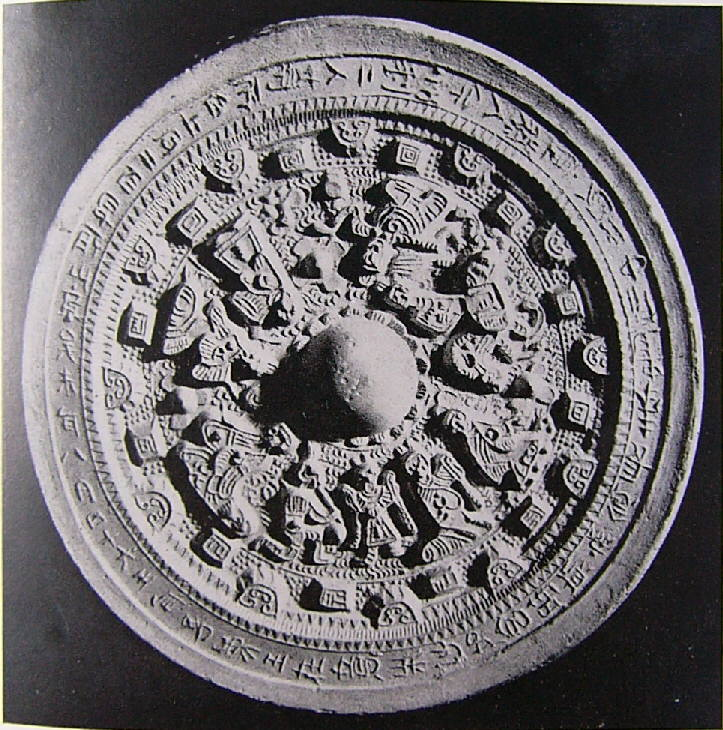
人物画像鏡

日本最古の金石文の一つとして国宝に指定されている隅田八幡神社所有の銅鏡（東京国立博物館寄託）。銘文に、
「癸未年八月日十大王年男弟王在意柴沙加宮時斯麻念長寿遣開中費直穢人今州利二人等取白上同二百旱作此竟」
（癸未の年八月十日、男弟王が意柴沙加の宮にいます時、斯麻が長寿を念じて河内直、穢人今州利の二人らを遣わして白上銅二百旱を取ってこの鏡を作る）（判読・解釈には異説あり）
とあり、「癸未年」（503年）、「男弟王」が大和の「意柴沙加宮」（忍坂宮）にいた時に「斯麻」が鏡を作らせて「男弟王」の長寿を祈ったことが記される。「斯麻」は『日本書紀』のみならず墓誌にも別称の記された武寧王であるとの見方が強まっている。「男弟（おおと）王」は「男大迹（おほど）王」に比定することができ、その場合は継体天皇を指すと考えられる。この解釈では、継体天皇は503年に大和の忍坂宮にいたこととなり、継体天皇が畿内勢力の抵抗のため晩年まで大和盆地に入れなかったという見解は成り立たなくなる。ただし、ヲホドとヲヲトでは、6世紀初頭では相当発音も異なっており、「癸未年」として443年をあてる考えもあるなど、様々な問題を含んでいる。

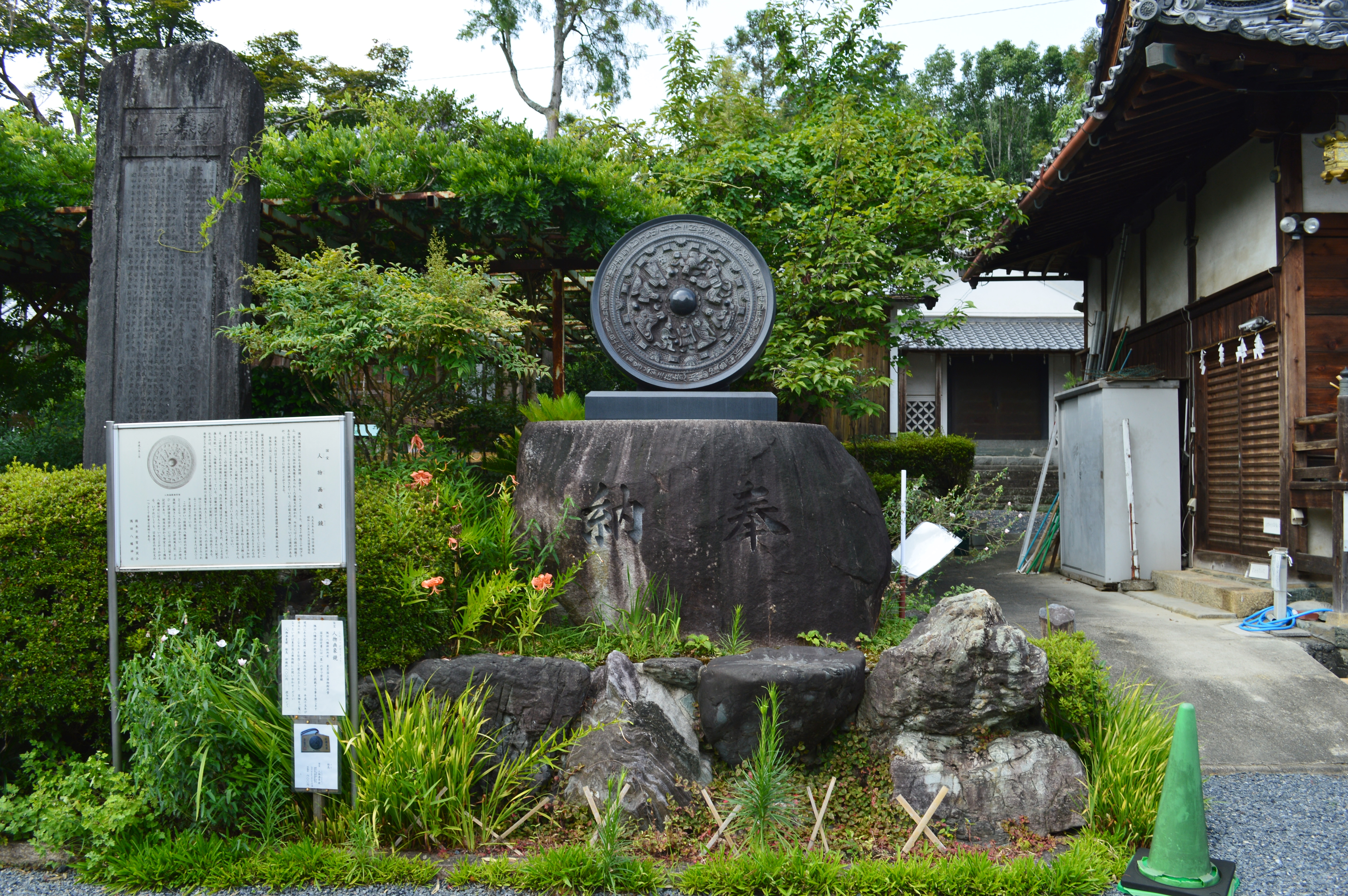
境内の人物画像鏡碑

## 祭事
- 1月14日 - 火焚（どんど）神事
- 1月15日 - 粥占神事。橋本市指定無形民俗文化財。小豆と米を炊いた粥に穴が開いた竹筒を沈め、粥の入り具合で稲作の豊凶を占う「管祭」（くだまつり）が、小正月の神事として江戸時代から行われている[3]。
- 10月第2月曜日（体育の日）の前の土曜日、日曜日 - 秋祭。和歌山県指定無形民俗文化財。

## 文化財

### 国宝
- 人物画象鏡（考古資料） - 上述。
東京国立博物館保管。1916年（大正5年）5月24日に当時の古社寺保存法に基づき国宝に指定、1951年（昭和26年）6月9日に文化財保護法に基づき国宝に指定[4]。

### 和歌山県指定有形文化財
- 隅田文書 37点（古文書） - 1963年（昭和38年）3月26日指定[5]。
- 隅田八幡神社経塚出土品 一括（考古資料） - あさもよし資料館保管。所有者は橋本市教育委員会。2005年（平成17年）5月31日指定[5]。

### 和歌山県指定史跡
- 隅田八幡神社経塚 - 2007年（平成19年）6月12日指定[5]。

### 和歌山県指定無形民俗文化財
- 隅田八幡神社の秋祭 - 1995年（平成7年）4月11日指定[5]。

### 橋本市指定無形民俗文化財
- 隅田八幡神社管祭 - 1985年（昭和60年）7月25日指定[6]。

## 所在地
- 和歌山県橋本市隅田町垂井622

## アクセス
- JR和歌山線隅田駅下車 徒歩20分